# Gus – Der klitzekleine Ritter/Episodenliste
Diese Liste enthält alle Episoden der französischen CGI-Animationsserie Gus – Der klitzekleine Ritter. Diese umfasst aktuell 78 Episoden in zwei Staffeln.

## Übersicht
| Staffel | Episoden | Erstausstrahlung Frankreich | Erstausstrahlung Frankreich | Erstausstrahlung DE | Erstausstrahlung DE |
| Staffel | Episoden | Staffelpremiere             | Staffelfinale               | Staffelpremiere     | Staffelfinale       |
| ------- | -------- | --------------------------- | --------------------------- | ------------------- | ------------------- |
| 1       | 52       | 1. September 2021           | –                           | 25. Oktober 2021    | 24. Januar 2023     |
| 2       | 26       | –                           | –                           | 8. April 2024       | –                   |

## Staffel 1
Die deutsche Erstausstrahlung der ersten Staffel fand zwischen dem 25. Oktober 2021 und dem 24. Januar 2023 beim Disney Channel statt.
| Nr. (gesamt) | Nr. (Staffel) | Originaltitel                      | Deutscher Titel | Deutsche Erstausstrahlung (Disney Channel) |
| ------------ | ------------- | ---------------------------------- | --- | ------------------------------------------ |
| 1            | 1             | La bague du roi                    | Der Ring des Königs (Alternativ: König des Rings)                                                                   | 25. Oktober 2021                           |
| 2            | 2             | La limace du succès                | Lieblich duftender Schneckenschleim (Alternativ: Süß riechender Schleim)                                            | 25. Oktober 2021                           |
| 3            | 3             | C’est pas de la tarte              | Warzinias Betrug (Alternativ: Du hast deinen Kuchen, jetzt iss ihn!)                                                | 17. November 2021                          |
| 4            | 4             | La légende de Gus                  | Die Legende von Gus                                                                                                 | 18. November 2021                          |
| 5            | 5             | Trop minus                         | Etwas zu klein (Alternativ: Ein wenig zu klein)                                                                     | 26. Oktober 2021                           |
| 6            | 6             | La méga-charge                     | Die Superladung (Alternativ: Überlade mich)                                                                         | 27. Oktober 2021                           |
| 7            | 7             | Drôles de Clic-Tis                 | Die diebischen Rassel-Ritter (Alternativ: Was für ein lustiger Ritter-Ritter! oder Die diebischen Schlingel-Ritter) | 28. Oktober 2021                           |
| 8            | 8             | Le grand Clic’n Croc               | Der Riesen-Rassel-Ritter (Alternativ: Der große Ritter oder Der große Schlingel-Ritter)                             | 29. Oktober 2021                           |
| 9            | 9             | La gromodite                       | Frech-Mund (Alternativ: Unhöfliches Sprechen)                                                                       | 1. November 2021                           |
| 10           | 10            | Les trois épreuves                 | Der königliche Wettbewerb (Alternativ: Die drei Herausforderungen)                                                  | 2. November 2021                           |
| 11           | 11            | Super chevalier des ombres         | Der Super-Schatten-Ritter (Alternativ: Super Shadow Knight)                                                         | 3. November 2021                           |
| 12           | 12            | Un bon chienvalier                 | Paddy auf Abwegen (Alternativ: Wenn der Hund zum Ritter wird! oder Pippy auf Abwegen)                               | 4. November 2021                           |
| 13           | 13            | Floppy                             | Floppy, der Teddybär (Alternativ: Floppy)                                                                           | 19. November 2021                          |
| 14           | 14            | Des Guss et des gaffes             | Zu viele Gusse (Alternativ: Das Chaos der vielen Gus)                                                               | 22. November 2021                          |
| 15           | 15            | Le trésor de Rosie                 | Rosies Schatzkarte (Alternativ: Rosies Schatz)                                                                      | 5. November 2021                           |
| 16           | 16            | La bête du Bavaudent               | Das Sabberzahn-Monster (Alternativ: Das Biest des Sabberzahns)                                                      | 8. November 2021                           |
| 17           | 17            | La licorne                         | Das Einhorn | 9. November 2021                           |
| 18           | 18            | Attention, dragon reconnaissant    | Der anhängliche Drache (Alternativ: Drachen-Alarm)                                                                  | 10. November 2021                          |
| 19           | 19            | Princesse archipeste               | Prinzessin Zucker (Alternativ: Prinzessin Candy)                                                                    | 11. November 2021                          |
| 20           | 20            | Retour au Moyen-Age                | Zurück ins Mittelalter                                                                                              | 12. November 2021                          |
| 21           | 21            | La lance Kidetrak                  | Der irre Speer (Alternativ: Verrücktis Speer)                                                                       | 19. September 2022                         |
| 22           | 22            | Trop de chance                     | So viel Glück! (Alternativ: Der Glücksstein)                                                                        | 20. September 2022                         |
| 23           | 23            | Fausse note                        | Ganz schön schräg (Alternativ: Verstimmt!)                                                                          | 15. November 2021                          |
| 24           | 24            | Gus détective                      | Gus, der Detektiv (Alternativ: Detektiv Gus)                                                                        | 16. November 2021                          |
| 25           | 25            | Victor le Hardi                    | Viktor, der Tüchtige (Alternativ: Der zähe Viktor)                                                                  | 23. November 2021                          |
| 26           | 26            | Une équipe hors du commun          | Was für ein Team!                                                                                                   | 24. November 2021                          |
| 27           | 27            | Tel grand-père, tel père, tel fils | Geisterstreiche (Alternativ: Wie Großvater, so Vater, so Sohn)                                                      | 25. November 2021                          |
| 28           | 28            | Comme c’est Troll                  | Wie trolly-trollig (Alternativ: Wie trollig)                                                                        | 26. November 2021                          |
| 29           | 29            | Chevalier du Bilboquet             | Die Cup & Ball Gesellschaft (Alternativ: Tricks und Tricksereien)                                                   | 21. September 2022                         |
| 30           | 30            | Le seau doré                       | Der goldene Eimer                                                                                                   | 22. September 2022                         |
| 31           | 31            | Le cornéros                        | Das Rhinopuff (Alternativ: Das Nashornbiest)                                                                        | 23. September 2022                         |
| 32           | 32            | La fête de la magie                | Magie des Tages (Alternativ: Der Tag der Magie)                                                                     | 26. September 2022                         |
| 33           | 33            | Amis pour la vie                   | Freunde Fürs Leben                                                                                                  | 27. September 2022                         |
| 34           | 34            | Une si jolie petite dent           | Der kleine Zahn (Alternativ: Der klitzekleine Zahn)                                                                 | 28. September 2022                         |
| 35           | 35            | La course impossible               | Das unmögliche Rennen (Alternativ: Das unmögliche Wettrennen)                                                       | 29. September 2022                         |
| 36           | 36            | Le lavage, c’est plus sage         | Der King räumt auf! (Alternativ: Hände waschen nicht vergessen)                                                     | 30. September 2022                         |
| 37           | 37            | Peste un jour, peste toujours      | Einst eine Plage, immer eine Plage? (Alternativ: Warzinias Geburtstag)                                              | 3. Oktober 2022                            |
| 38           | 38            | Un héros peut en cacher un autre   | Verborgener Held (Alternativ: Ein verborgener Held)                                                                 | 4. Oktober 2022                            |
| 39           | 39            | Le vrai courage                    | Echte Tapferkeit (Alternativ: Wahrer Mut)                                                                           | 5. Oktober 2022                            |
| 40           | 40            | Reviens, Thibaut!                  | Komm zurück, Tyler                                                                                                  | 6. Oktober 2022                            |
| 41           | 41            | Le lac empoisonné                  | Der verschmutzte See                                                                                                | 9. Januar 2023                             |
| 42           | 42            | Gus l’impatient                    | Nur Geduld! | 10. Januar 2023                            |
| 43           | 43            | Gus entend tout                    | Glaub nicht alles, was du hörst!                                                                                    | 11. Januar 2023                            |
| 44           | 44            | Le secret de Thibaut               | Tylers Geheimnis | 12. Januar 2023                            |
| 45           | 45            | Trou de mémoire                    | Gedächtnisverlust                                                                                                   | 13. Januar 2023                            |
| 46           | 46            | Le fantôme de Karamel              | Der ängstliche Geist                                                                                                | 16. Januar 2023                            |
| 47           | 47            | La pierre bleue                    | Der blaue Stein | 17. Januar 2023                            |
| 48           | 48            | Le déclic                          | Im Bild festgehalten                                                                                                | 18. Januar 2023                            |
| 49           | 49            | Loupi                              | E-Pad | 19. Januar 2023                            |
| 50           | 50            | Magique Iris                       | Die magische Iris                                                                                                   | 20. Januar 2023                            |
| 51           | 51            | Permis de dragon – 1ère partie     | Drachenreiter und Drachenfänger (1)                                                                                 | 23. Januar 2023                            |
| 52           | 52            | Permis de dragon – 2ème partie     | Drachenreiter und Drachenfänger (2)                                                                                 | 24. Januar 2023                            |

## Staffel 2
Die deutsche Erstausstrahlung der zweiten Staffel begann am 8. April 2024 beim Sender Disney Channel.
| Nr. (gesamt) | Nr. (Staffel) | Originaltitel                        | Deutscher Titel                  | Deutsche Erstausstrahlung (Disney Channel) |
| ------------ | ------------- | ------------------------------------ | -------------------------------- | ------------------------------------------ |
| 53           | 1             | Papy Zinzin                          | Opa Merlin dreht durch           | 8. April 2024                              |
| 54           | 2             | La Transfera                         | Transfera, der Zauberspiegel     | 9. April 2024                              |
| 55           | 3             | Le jouet de Papa Roi                 | Papa Königs Spielzeug            | 10. April 2024                             |
| 56           | 4             | Géant Fragile                        | Kampf der Riesen-Rassel-Ritter   | 11. April 2024                             |
| 57           | 5             | Chevalier en detresse                | Ritter in Nöten                  | 12. April 2024                             |
| 58           | 6             | Pas touche à nos arbres              | Hände weg von den Bäumen!        | 15. April 2024                             |
| 59           | 7             | La Bataille de Gus                   | Kampf gegen die Unordnung        | 16. April 2024                             |
| 60           | 8             | La Dodorloge (partie 1)              | Der Schlummerwecker (1)          | 18. April 2024                             |
| 61           | 9             | La Dodorloge (partie 2)              | Der Schlummerwecker (2)          | 19. April 2024                             |
| 62           | 10            | Pilou, super gardien!                | Wachhund Paddy                   | 17. April 2024                             |
| 63           | 11            | Telle fille, telle mère              | Meine liebe schreckliche Cousine | 22. April 2024                             |
| 64           | 12            | Camping royal                        | Der königliche Campingausflug    | 23. April 2024                             |
| 65           | 13            | Petits mensonges & grosses boulettes | Kleine Schwindeleien             | 24. April 2024                             |
| 66           | 14            | Sur les traces d’Adam le Hardi       | Auf den Spuren von Sir Adam      | 25. April 2024                             |
| 67           | 15            | Le cerf-volant pirate                | Der Drachendieb                  | 26. April 2024                             |
| 68           | 16            | L’épreuve des marais                 | Die Sumpf-Prüfungen              | 29. April 2024                             |
| 69           | 17            | Ca va barder!                        | Ein bisschen übertrieben!        | 17. Juni 2024                              |
| 70           | 18            | Chasse au trésor                     | Die Schnitzeljagd                | 17. Juni 2024                              |
| 71           | 19            | Journée chevaleresque                | Ein Tag im Leben eines Ritters   | 18. Juni 2024                              |
| 72           | 20            | Mission Mimozette                    | Minosinas Geburtstag             | 18. Juni 2024                              |
| 73           | 21            | Un Clic-Ti si zélé                   | Der eifrige Rasselritter         | 19. Juni 2024                              |
| 74           | 22            | L’escorte royale                     | Die königliche Eskorte           | 19. Juni 2024                              |
| 75           | 23            | La colérazouille                     | Wüteritis                        | 20. Juni 2024                              |
| 76           | 24            | La pierre d’Omnibus                  | Der Omnibus-Stein                | 20. Juni 2024                              |
| 77           | 25            | Le blason d’émeraude                 | –                                | –                                          |
| 78           | 26            | Champion du Royaume                  | –                                | –                                          |